# Individual Thought Patterns
Individual Thought Patterns – piąty studyjny album amerykańskiej grupy muzycznej Death. Wydany został w 1993 roku nakładem Relativity Records/Sony.
Stylistycznie album nawiązuje do poprzedniego Human jednak w swym wyrazie jest znacznie progresywniejszy z wyraźnymi wpływami jazzu. Ponadto jest to jedyny album na którym część partii solowych na gitarze zagrał Andy LaRocque. Jest to również pierwszy album z udziałem wybitnego perkusisty Genea Hoglana, a ostatni z wirtuozem gitary basowej Steve’em DiGiorgio.
Na albumie znalazł się prawdopodobnie najbardziej znany utwór w historii grupy pt. The Philosopher, do którego zrealizowano teledysk emitowany m.in. w MTV. Jest to również najlepiej sprzedające się wydawnictwo grupy.

## Lista utworów
1. „Overactive Imagination” – 3:28
2. „In Human Form” – 3:55
3. „Jealousy” – 3:39
4. „Trapped in a Corner” – 4:11
5. „Nothing Is Everything” – 3:16
6. „Mentally Blind” – 4:45
7. „Individual Thought Patterns” – 4:00
8. „Destiny” – 4:04
9. „Out of Touch” – 4:19
10. „The Philosopher” – 4:10

## Muzycy
- Chuck Schuldiner – gitara, śpiew, produkcja
- Gene Hoglan – perkusja
- Andy LaRocque – gitara
- Steve DiGiorgio – gitara basowa

## Listy przebojów
| Rok  | Lista                 | Pozycja |
| ---- | --------------------- | ------- |
| 1993 | Billboard Heatseekers | 30      |